# Малазгирт
Малазгирт (тур. Malazgirt, курд. Melezgir, арм. Մանազկերտ Маназкерт, ср.-греч. Ματζιέρτη) — город и район в провинции Муш (Турция). Располагается на Маназкертской равнине.

## История
За свою долгую историю город побывал под властью Ассирии, Урарту, Великой Армении, мидийцев, персов, римлян, парфян, Сасанидов, Византии, Омейядского и Аббасидского арабских халифатов, Армянского царства Багратидов, снова Византии (до 1071 г.), Сельджукидов, Румийского султаната, монгольских ильханов, тюрков Кара-коюнлу и Ак-Коюнлу, Тамерлана, Айюбидов, Османов и Сефевидов.
В 726 году в городе состоялся специальный собор Армянской церкви, сыгравший решающую роль в её христологической доктрине. В 1071 году именно здесь произошло переломное для истории Византии и православия сражение при Манцикерте, после победы в котором турки-сельджуки начали расселяться по Анатолии. Большинство населения города составляли тогда армяне. Окончательно город перешел под османское владычество с 1514 года. Сельджуки разграбили Манцикерт, убили большую часть населения и сожгли город дотла.
В 1915 году Манцикерт входил в состав Битлийского вилайета и имел население 5000 человек, подавляющее большинство из которых составляли армяне. Экономика города вращалась вокруг выращивания зерна, торговли и производства ремесленных изделий. Существовали две армянские церкви, и одна армянская школа. Во время геноцида армян, как и во многих других городах и сёлах, армянское население подверглось резне и депортации.